# Čierny Brod
Čierny Brod (Hongaars: Vízkelet) is een Slowaakse gemeente in de regio Trnava, en maakt deel uit van het district Galanta.
Čierny Brod telt 1.602 inwoners.
Tijdens de volkstelling in 2011 had de gemeente 1592 inwoners waaronder 1286 Hongaren en 240 Slowaken.